# DEAN
Kwon Hyeok (en hangeul : 권혁) aussi connu sous le nom de  Dean (en hangeul : 딘, stylisé DΞΔN), né le 10 novembre 1992 à  Séoul en Corée du Sud, est un auteur-compositeur-interprète, rappeur et producteur sud-coréen.

## Discographie

### Singles
- 2015 : I Love It
- 2015 : Pour Up
- 2016 : What2Do
- 2017 : Limbo
- 2017 : Instagram
- 2018 : Dayfly
- 2019 : Howlin'
- 2023 : Die 4 You
- 2024 : 3:33

## Emissions
| Année | Emission            | Chaîne | Note           |
| ----- | ------------------- | ------ | -------------- |
| 2017  | Show Me the Money 6 | Mnet   | Team avec Zico |